# Dalet (album)
Dalet je čtvrté studiové album skupiny Masada Johna Zorna. Jeho nahrávání probíhalo v RPM Studios v New Yorku 20. února 1994 a vyšlo v roce 1995 pod značkou DIW Records.

## Seznam skladeb
Autorem všech skladeb je John Zorn.
| Pořadí         | Název          | Délka |
| -------------- | -------------- | ----- |
| 1.             | Midbar         | 6:20  |
| 2.             | Mahlah         | 8:19  |
| 3.             | Zenan          | 3:57  |
| Celková délka: | Celková délka: | 18:46 |

## Obsazení
- John Zorn – altsaxofon
- Dave Douglas – trubka
- Greg Cohen – kontrabas
- Joey Baron – bicí